# Sarno (ciutat)
Sarno és una ciutat de la Campània a Itàlia, a la província de Salern a uns 45 km a l'est de Nàpols, al peu dels Apenins, a la plana fèrtil del riu Sarno.
L'any 2023 tenia 30.559 habitants. Indústries del paper, tèxtil i agroalimentària.

## Història
Les primeres traces d'assentaments humanes daten de l'edat de ferro. La ciutat va néixer al peu del castell medieval construït pel duc longobard de Benevento al segle viii. El 970 el gastaldat anterior va ser erigit al rang de comtat. Més tard va escaure al comte Francesco Coppola, que va prendre part en la conspiració dels barons contra Ferran II d'Aragó el 1485. Successivament els Orsini, els Coppola, els Suttavilla i els Colonna van posseir el comtat.
A l'església santa Maria della Foce probablement és enterrat Gualter III de Brienne que hi va morir de les ferides de la batalla amb Diepold von Schweinspünt. Aquesta església fou restaurada el 1701.
El maig de 1998, va ser afectada per una violenta inundació seguida de grans esllavissades que van causar mantes víctimes i danys  greus a les infraestructures, el sistema productiu i els habitatges.

## Especialitat
- El tomaquet de San Marzano (Denominació d'origen protegida - DOP)[7]